# Hololepta reichii
Hololepta reichii är en skalbaggsart som först beskrevs av Sylvain Auguste de Marseul 1853.  Hololepta reichii ingår i släktet Hololepta och familjen stumpbaggar. Inga underarter finns listade i Catalogue of Life.